# Monopeltis schoutedeni
Monopeltis schoutedeni — вид плазунів з родини амфісбенових (Amphisbaenidae). Мешкає в Центральній Африці.

## Поширення і екологія
Monopeltis schoutedeni мешкають на заході Демократичної Республіки Конго, в департаменті Кювет в Республіці Конго, а також в Габоні, на території департаменту Плато в провінції Верхнє Огове. Вони живуть в саванах, серед піщаного ґрунту.